# Похищението на сабинянките
Отвличането на сабинянките е епизод от древната митология на Рим, който е станал сюжет на много произведения на изкуството.

## История
По време на царуването на Ромул околностите на днешен Рим били населени с племето сабини. На един от ежегодните фестивали римляните пленяват младите сабинянки. Сабините, които били многоброен и войнствен народ, изпратили пратеници с приемливи и сдържани искания, които се състояли в това Ромул да върне обратно девойките, изоставяйки своето насилническо дело и тогава, чрез убеждаване и законово постановление, да установи мирни взаимоотношения между двата народа. Ромул не освободил девойките и поискал сабините да разрешат омъжването им за римляните, при което всички започнали бавни и масирани приготовления за война.
Докато повечето сабини все още били заети с приготовленията, населението на няколко града се обединило срещу римляните и в последвалата битка било победено и предало на Ромул своите градове, територията му била разделена, а самите хора били транспортирани в Рим. Ромул разпределил сред гражданите придобитата по този начин земя, с изключение на тази, която принадлежала на родителите на похитените девойки; нея той позволил на собствениците да задържат за себе си.
Това разгневило сабините и в отговор те определили Тит Таций за техен върховен главнокомандващ, който повел армията си към Рим. Градът бил трудно достъпен, имайки за своя крепост Капитолийския хълм, на който била поставена стража с командир на име Тарпей. Но Тарпея, дъщеря на командира, предала крепостта на сабините, тъй като се била влюбила в златните гривни, които ги видяла да носят и поискала като награда за нейното предателство онова, което сабините носели на лявата си ръка. Таций се съгласил на това, при което Тарпея отворила една от портите през нощта и пуснала сабините вътре. Щом влезли, Таций заповядал на сабините да хвърлят на девойката онова, което имали на лявата си ръка. Таций пръв свалил от ръката си не само гривната, но в същото време и щита си и ги захвърлил върху нея. Всички мъже последвали примера му и момичето било ударено от златото и погребано под щитовете, загивайки от големия им брой и тежест.
След като сабините поели контрола над Капитолийския хълм, Ромул гневно ги предизвикал на открита битка и Таций дръзко приел. Сабините тръгнали надолу по Капитолия и влезли в бой с римляните между хълмовете в една блатиста местност, която един ден щяла да се превърне в Римския форум. Сабините взели превес над враговете си и римляните били изтласкани под самите градски стени на Палатинския хълм. Отвъд стените римляните започнали да се разбягват. Ромул паднал на колене и отправил молитва към Юпитер, след което римляните се събрали около Ромул и укрепили позицията. След това, на точното място, на което Ромул се бил молил, бил построен храм на Юпитер Статор („Възпиращият“). Ромул повел римляните и те отблъснали сабините до мястото, където по-късно ще бъде построен Храмът на Веста.
На това място, докато римляни и сабини се готвели да подновят битката, те били възпрени от гледката на тичащите откъм Рим между пехотата и труповете похитени дъщери на сабините. Сабинянките избягали при своите съпрузи и бащи, като някои носели малки деца в ръцете си. Двете армии били толкова трогнати, че се раздалечили, за да направят на жените място между двата фронта. Сабинянките умолявали своите римски съпрузи и сабинските си бащи и братя да се помирят и да заживеят като един народ. При настъпилото колебание в редиците било сключено примирие и вождовете свикали съвещание. Било решено, че Ромул и Таций ще управляват съвместно като царе на римляните, включително и на вече приобщените сабини.
Територията на Рим нараснала двойно. Тъй като римляните населявали Палатинския хълм, а сабините - Квиринал, двата народа избрали трети хълм, който да служи като център на правителството и администрацията на Рим – Капитолийския хълм. От новите граждани – сабините, били избрани 100 благородни мъже да станат патриции и да се присъединят към редиците на Сената. Размерът на легионите бил удвоен от 3000 пехота и 300 кавалерия на 6000 пехота и 600 кавалерия. Културите на римляни и сабини също се смесили чрез този съюз. Сабините възприели Римския календар, а римляните възприели бронята и продълговатия щит на сабините.

## Произведения на изкуството
По време на Ренесанса сюжетът става популярен поради идеята за централното място, което заема бракът за съхраняването на семейството и културата. Сред художниците картини на тази тема рисуват Рубенс, Никола Пусен, Жак-Луи Давид и др.